# 六野 (名古屋市)
六野（むつの）は、愛知県名古屋市熱田区の地名。現行行政地名は六野町と六野一丁目および六野二丁目。住居表示実施。

## 地理
名古屋市熱田区東部に位置する。東は昭和区・瑞穂区、南は三本松町、北は池内町・沢下町に接する。

### 河川
- 新堀川

## 歴史

### 町名の由来
熱田東町の小字名「六ツ野」による。当地周辺は条里制の遺構が見られることから二野町とともに条里制に関係する地名とする説がある。

### 行政区画の変遷
- 1939年（昭和14年）4月1日 - 熱田区熱田東町の一部により、同区六野町として成立[1]。
- 1958年（昭和33年）1月16日 - 一部が昭和区六野町および瑞穂区六野町としてそれぞれ分離する[1]。
- 1970年（昭和45年）10月21日 - 昭和区六野町が同区高辻町に編入され、消滅[4]。また、瑞穂区六野町は二野町・牛巻町・須田町にそれぞれ分割編入され消滅[5]。
- 1978年（昭和53年）6月25日 - 熱田区六野二丁目が同区六野町の一部により成立[1]。また、一部が三本松町に編入される[1]。
- 1979年（昭和54年）6月3日 - 熱田区六野一丁目が同区六野町および沢下町の各一部により成立し、同区六野二丁目に六野町の一部を編入する[1]。熱田区六野町はこの時点で、六野一丁目および同二丁目・池内町に大部分が編入され、鉄道敷地に一部が残るのみとなった[1]。

## 世帯数と人口
2018年（平成30年）12月1日現在の世帯数と人口は以下の通りである。
| 丁目       | 世帯数    | 人口    |
| ---------- | --------- | ------- |
| 六野一丁目 | 507世帯   | 1,192人 |
| 六野二丁目 | 574世帯   | 1,349人 |
| 計         | 1,081世帯 | 2,541人 |

### 人口の変遷
国勢調査による人口の推移
| 1995年（平成7年）  | 1,518人 | [ WEB 6 ]  |  |
| 2000年（平成12年） | 1,342人 | [ WEB 7 ]  |  |
| 2005年（平成17年） | 1,648人 | [ WEB 8 ]  |  |
| 2010年（平成22年） | 2,441人 | [ WEB 9 ]  |  |
| 2015年（平成27年） | 2,464人 | [ WEB 10 ] |  |

## 学区
市立小・中学校に通う場合、学校等は以下の通りとなる。また、公立高等学校全日制普通科に通う場合の学区は以下の通りとなる。
| 丁目       | 番・番地等 | 小学校               | 中学校               | 高等学校 |
| ---------- | ---------- | -------------------- | -------------------- | -------- |
| 六野一丁目 | 全域       | 名古屋市立旗屋小学校 | 名古屋市立沢上中学校 | 尾張学区 |
| 六野二丁目 | 全域       | 名古屋市立旗屋小学校 | 名古屋市立沢上中学校 | 尾張学区 |

## 施設

### 六野一丁目
- イオンモール熱田

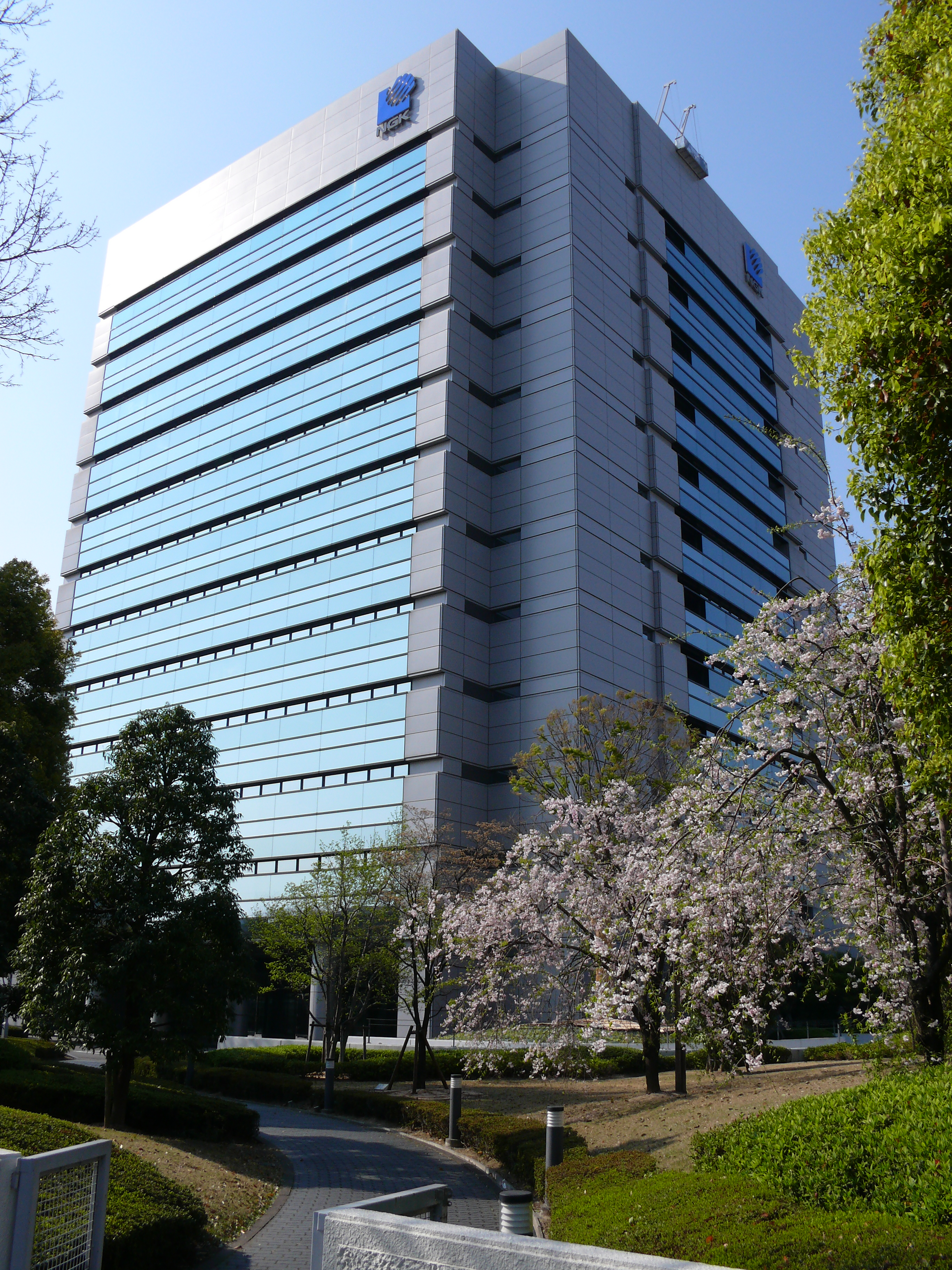
日本ガイシ本社ビル（登記上本店所在地は隣接する瑞穂区須田町）
- プレイランドキャッスル熱田店
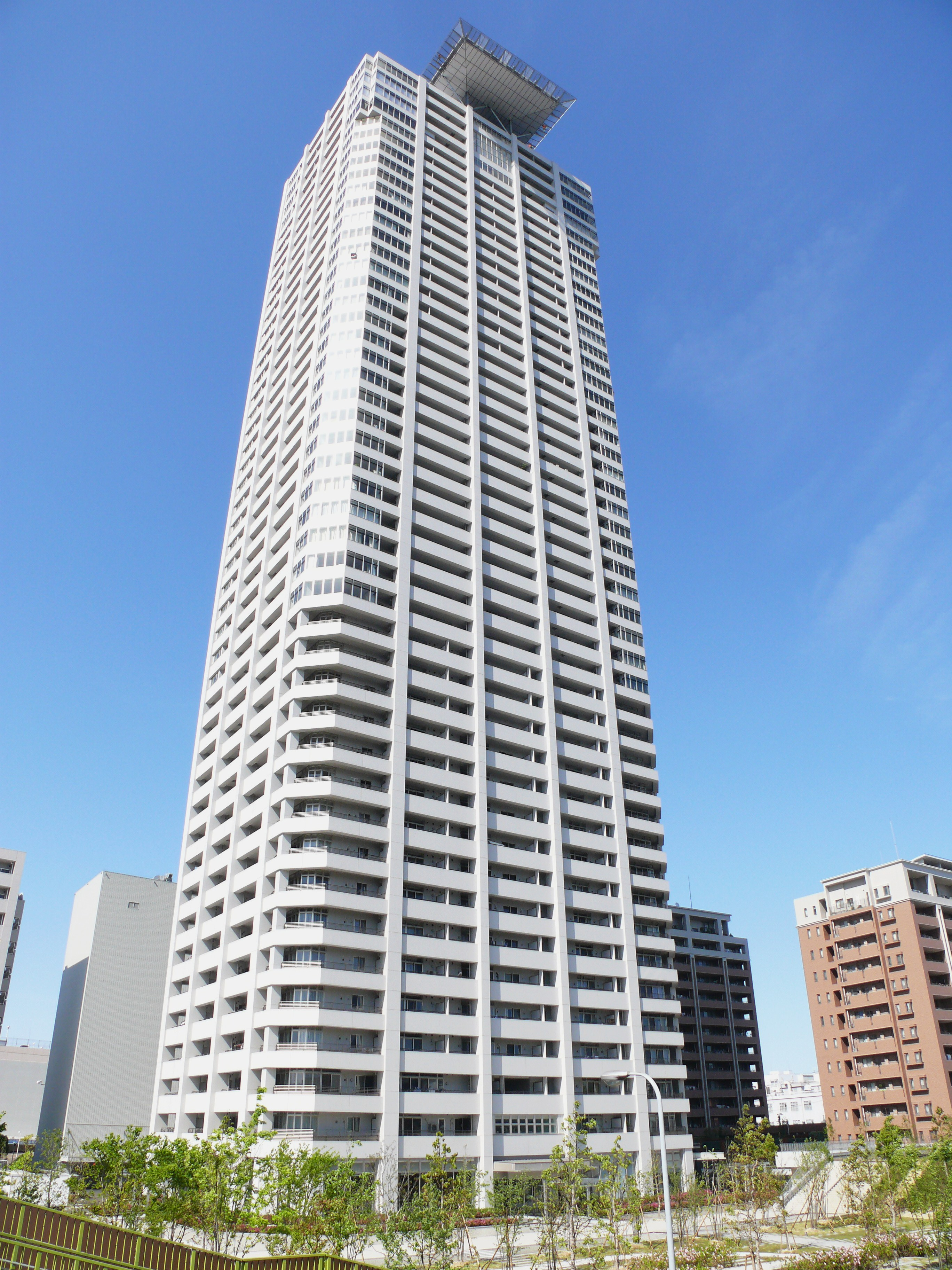
ザ・ライオンズ ミッドキャピタルタワー
- トヨタモビリティパーツ本社
- かつては名古屋経済大学高蔵高等学校や愛知食肉卸売市場なども所在した[2]。

- 日本ガイシ本社
- ザ・ライオンズ ミッドキャピタルタワー

### 六野二丁目
- 名古屋市体育館[2]
- 名古屋市熱田プール[2]
- 名古屋神宮郵便局[2]
- 神宮東公園[3]

1985年（昭和60年）4月1日供用開始。
- 神宮東かしの木緑地

1984年（昭和59年）11月20日供用開始。
- 神宮東くちなし公園

1984年（昭和59年）11月20日供用開始。
- ファインセラミックスセンター[2]
- 神宮東パークハイツ[3]

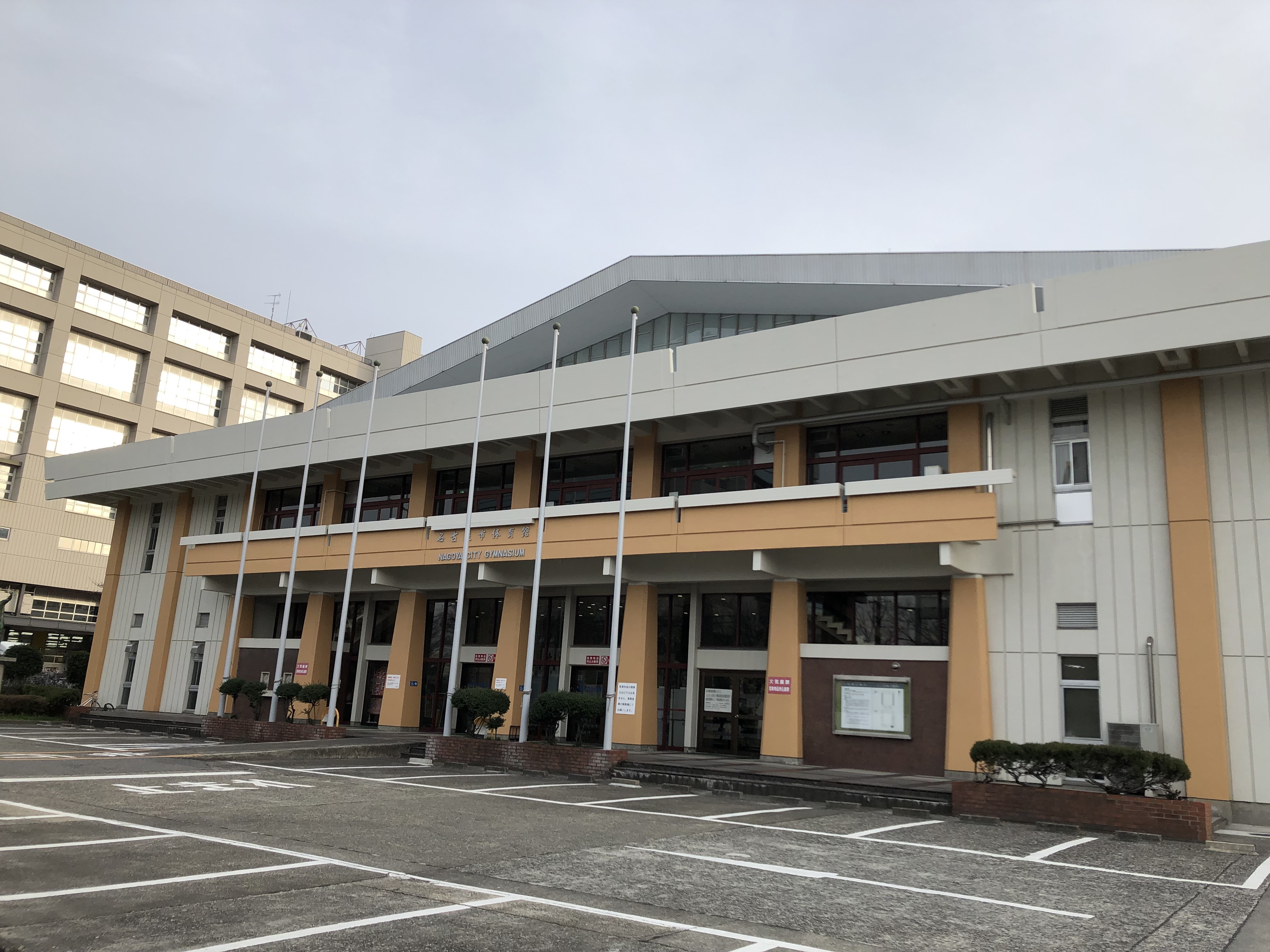
名古屋市体育館
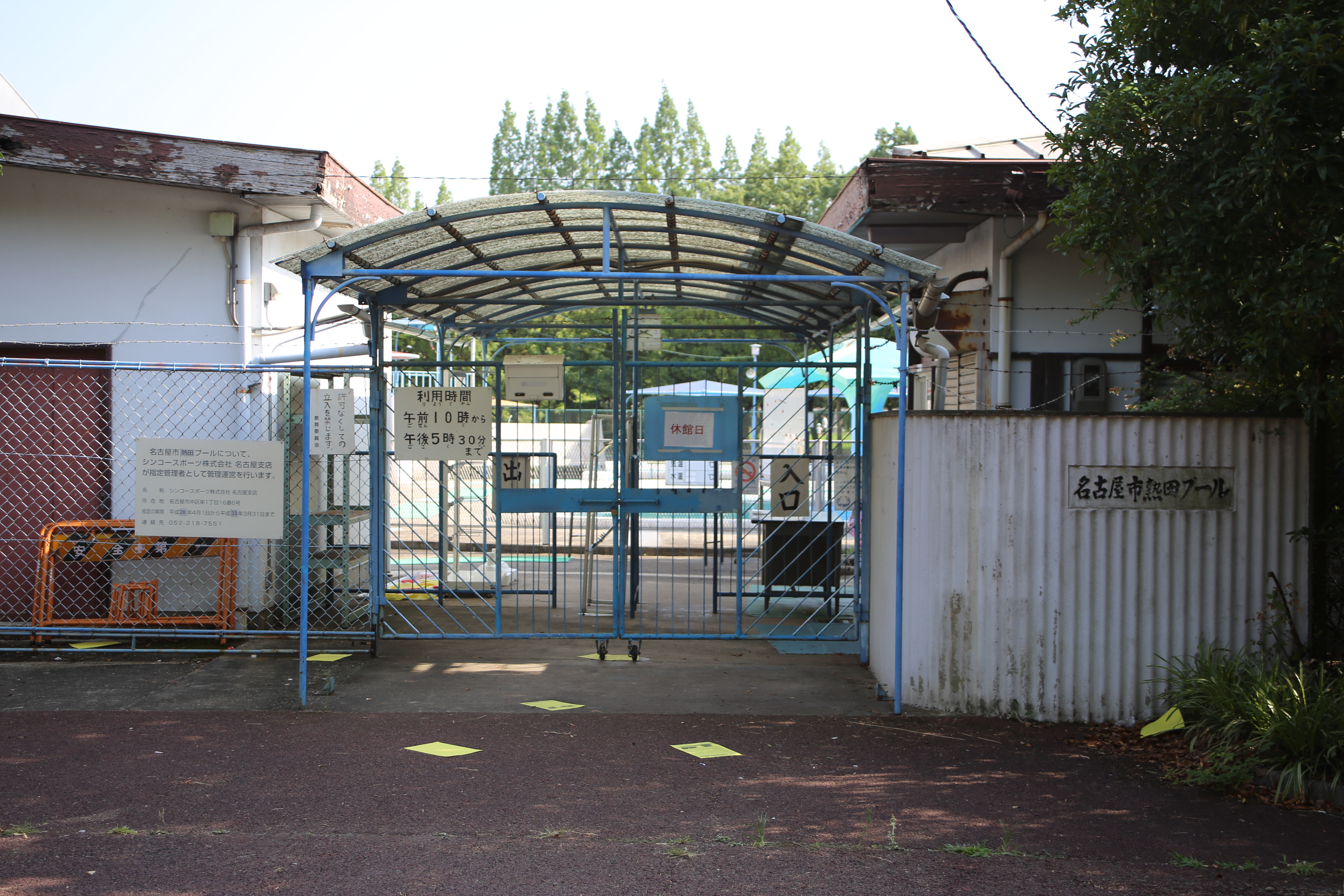
名古屋市熱田プール（2017年7月）
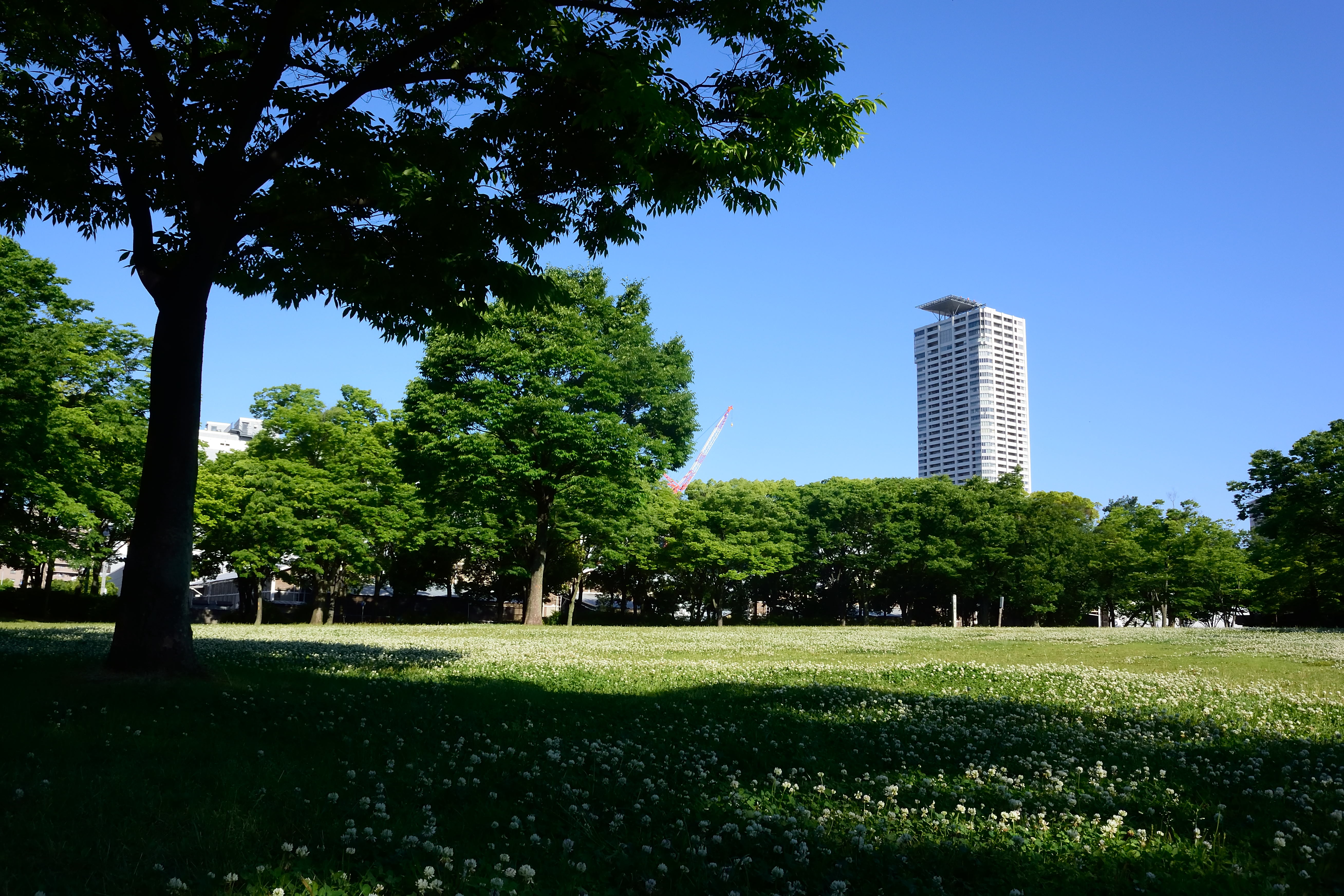
神宮東公園
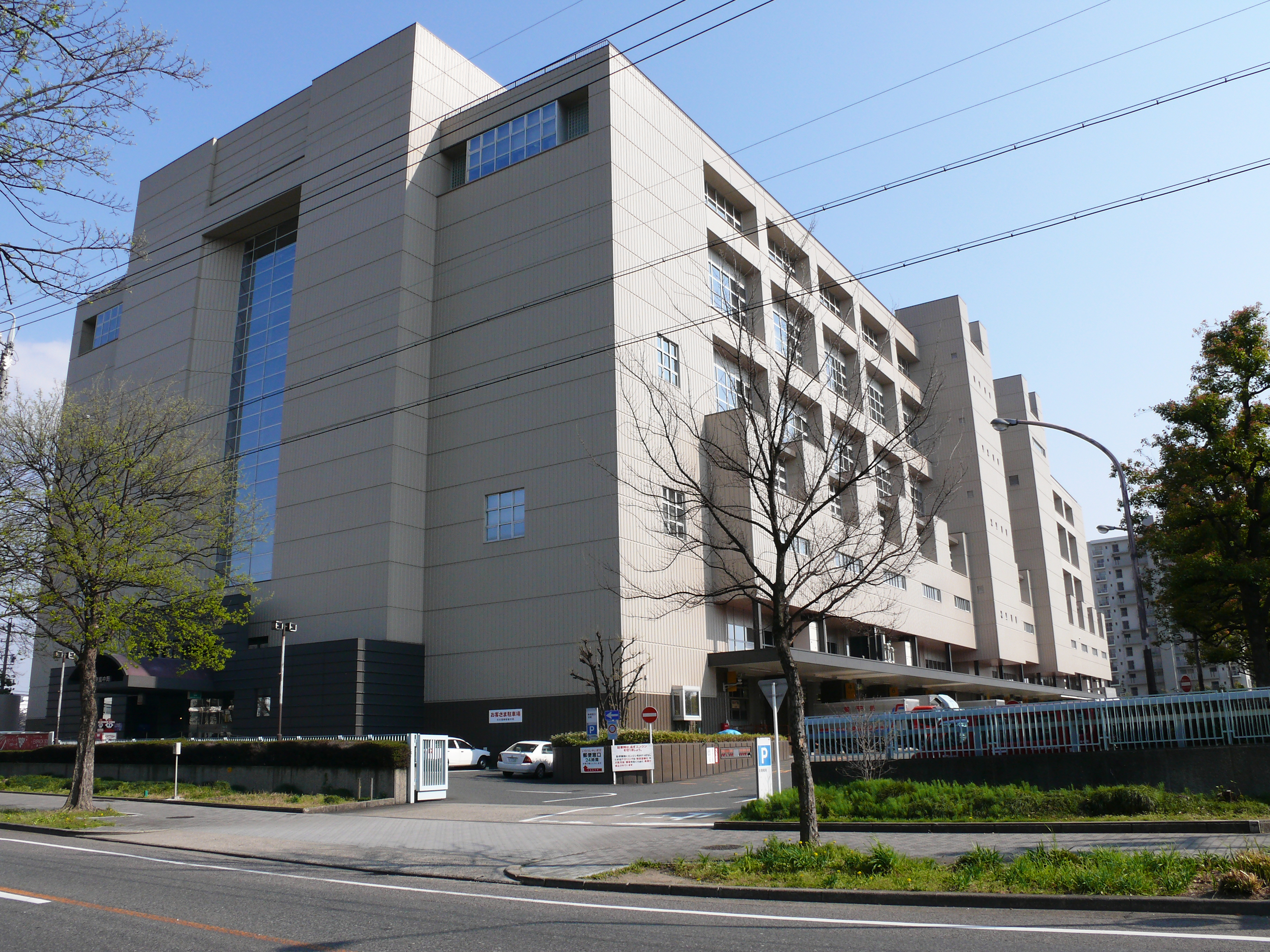
名古屋神宮郵便局
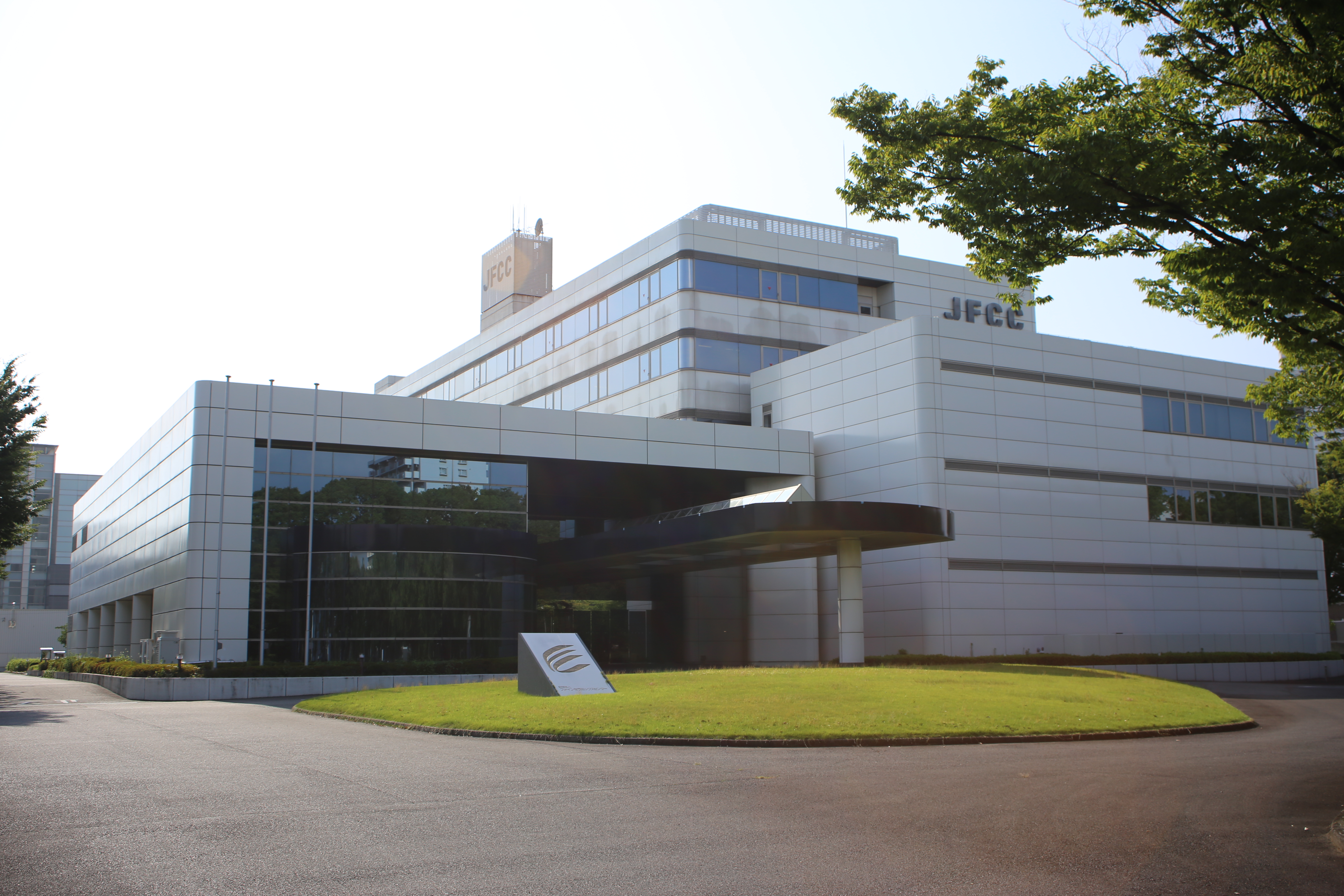
ファインセラミックスセンター（2017年7月）

## その他

### 日本郵便
- 郵便番号 : 456-0023[WEB 3]（集配局：熱田郵便局[WEB 14]）。